# Šeketino Brdo
Šeketino Brdo is een plaats in de gemeente Duga Resa in de Kroatische provincie Karlovac. De plaats telt 176 inwoners (2001).